# Ranunculus triternatus
Ranunculus triternatus är en ranunkelväxtart som beskrevs av Asa Gray. Ranunculus triternatus ingår i släktet ranunkler, och familjen ranunkelväxter. Inga underarter finns listade i Catalogue of Life.